# NATO Rapid Deployable Corps – Italy
Das NATO Rapid Deployable Corps - Italy (NRDC-ITA) (auch Rapid Deployable Italian Corps) wurde im November 2001 als Eingreifkorpsstab (High Readiness Force-HRF) der NATO aufgestellt. Der Stab des NRDC-ITA befindet sich in Solbiate Olona, wenige Kilometer nordwestlich von Mailand.

## Struktur und Aufgaben
Das Eingreifkorps wird operativ von den übergeordneten Allied Joint Force Commands in Neapel oder Brunssum geführt. Im Stab dienen Soldaten etlicher NATO-Staaten, wobei der Kommandierende General und ein Großteil des Personals von Italien gestellt wird. Im Normalfall unterstandem dem Korps bis 2024 nur eine Unterstützungsbrigade mit dem 1. Fernmelderegiment und dem 33. taktischen und logistischen Unterstützungsregiment des italienischen Heeres, bei Bedarf konnte es neben weiteren Unterstützungstruppenteilen mehrere Divisionen oder Brigaden führen.
Mitte 2024 übernahm das Hauptquartier dauerhaft die Führung der Allied Reaction Force (ARF). Damit einhergehend ergaben sich neue Aufgaben für das Kommando.

## Geschichte
Das NRDC-ITA ist Nachfolger des III. Korps des italienischen Heeres, welches in den 1950er Jahren in Mailand (wieder) aufgestellt wurde. Während des Kalten Krieges bildete es mit seinen unterstellten Verbänden die Reserve des italienischen Feldheeres in Norditalien. Zusammen mit dem IV. Korps in Bozen und dem V. Korps in Vittorio Veneto war es dem NATO-Kommando Landsouth in Verona zugeteilt. Verbände des III. Korps wurden schon in dieser Zeit für Auslandseinsätze herangezogen, so bei der Friedensmission im Libanon (1982–84). Zwischen 1991 und 1998 wurden fast alle dem Korps unterstellten Verbände aufgelöst. 1998 änderte der Korpsstab seine Bezeichnung in Comando Forze di Proiezione, dem vier Brigaden in ganz Italien unterstellt waren, welche bis zu diesem Zeitpunkt bereits aus Freiwilligen und Berufssoldaten bestanden. 2001 entstand aus diesem Kommando auf Grund eines NATO-Beschlusses das neue NRDC-ITA, dem nur bei NATO-Operationen die dann notwendigen Verbände unterstellt werden.
Unter Generalleutnant Mauro Del Vecchio führte der Stab des NRDC-ITA von August 2005 bis Mai 2006 die internationale Schutztruppe ISAF in Afghanistan. Im weiteren Verlauf stellte das Korps dort Führungspersonal.
In den Jahren vor der Aufstellung der ARF im Jahr 2024 übernahm das NRDC-ITA viermal die Bereitschaft in der NATO Response Force.

## Wappen
Auf dem Wappen des Korpsstabes sind die italienischen Nationalfarben zu sehen, im inneren Schild die Farben der Stadt Mailand (rot-weiß). Der Adlerkopf und der Spruch ubique celere („überall schnell“) weisen nicht nur auf die Aufgaben des Korps hin, sondern auch auf eine ehemalige schnelle Division (3ª Divisione celere), deren Traditionen man offiziell ebenfalls weiterführt.

## Kommandierende Generale
Die von Italien entsandten Kommandierende Generale des NRDC-ITA führen den Dienstgrad Generalleutnant (Generale di Corpo d’Armata).
| Nr. | Name                      | Beginn der Berufung | Ende der Berufung |
| --- | ------------------------- | ------------------- | ----------------- |
| 9   | Lorenzo D’Addario         | 18.05.2022          |                   |
| 8   | Guglielmo Luigi Miglietta | 09.12.2019          | 18.05.2022        |
| 7   | Roberto Perretti          | 29.09.2016          | 09.12.2019        |
| 6   | Riccardo Marchiò          | 24.11.2014          | 29.09.2016        |
| 5   | Giorgio Battisti          | 30.06.2011          | 24.11.2014        |
| 4   | Gian Marco Chiarini       | 27.08.2008          | 30.06.2011        |
| 3   | Giuseppe Emilio Gay       | 04.09.2007          | 27.08.2008        |
| 2   | Mauro Del Vecchio         | 20.02.2004          | 04.09.2007        |
| 1   | Fabrizio Castagnetti      | 19.03.2002          | 20.02.2004        |